# Канака (митология)
Канака (на старогръцки: Κανάκη, Kanake) в древногръцката митология е дъщеря на Еол (прародител на еолийците) и на Енарета, дъщеря на Деймах, и любима на Посейдон. Сестра е на Кретей, Сизиф, Атамант, Салмоней, Деион, Магнет, Периер, Макарей, Алкиона, Писидика, Калика, Перимеда, Танагра и Арна.
С Посейдон тя има пет деца: Алоей, Епопей, Хоплей, Нирей и Триоп.
Канака има любовна връзка с брат си Макарей и забременява. Баща ѝ убива новородено ѝ дете и задължава Канака да се самоубие. Макарей след това също се самоубива.
Еврипид пише драмата „Еол“ (Aiolos).
Римският император Нерон най-много обичал да играе ролята на Canace parturiens („Раждащата Канака“).